# Koffer (Festungsbau)
Koffer, manchmal auch „Grabenkoffer“ oder „doppelter Koffer“ genannt, abgeleitet von französisch le coffre (ursprünglich Truhe, Kasten), ist ein Fachbegriff aus dem Festungsbau. Die ersten „Koffer“ in der Form zweier eng stehender niedriger Wälle dienten ursprünglich (im 17. Jahrhundert) als geschützte Wege zwischen der eigentlichen Festung und deren vor dem Festungsgraben liegenden Vorwerken. Die beiden parallelen Wälle, die den dazwischen verlaufenden Weg nach beiden Seiten deckten, wurden bald erhöht und auf der Außenseite geböscht sowie schließlich auf der Innenseite mit erhöhten Brustwehren für Schützen ausgestattet. In dieser Form und unter dem Namen Coffre wurden sie zuerst von dem französischen Marschall und Festungsbaumeister Vauban eingeführt und dienten dann zunehmend als (oben offene) Grabenstreiche. Um das Eindringen der Feinde in den Koffer zu erschweren, wurden sie häufig mit Palisaden versehen und zum Teil sogar überdacht. Vor allem in dieser letzten Form unterschieden sie sich dann kaum noch von den Kaponièren, abgesehen davon, dass sie zunächst in ihrer ursprünglichen Funktion als geschützter Verbindungsweg (frz. Communication) noch immer den gesamten Festungsgraben durchquerten.

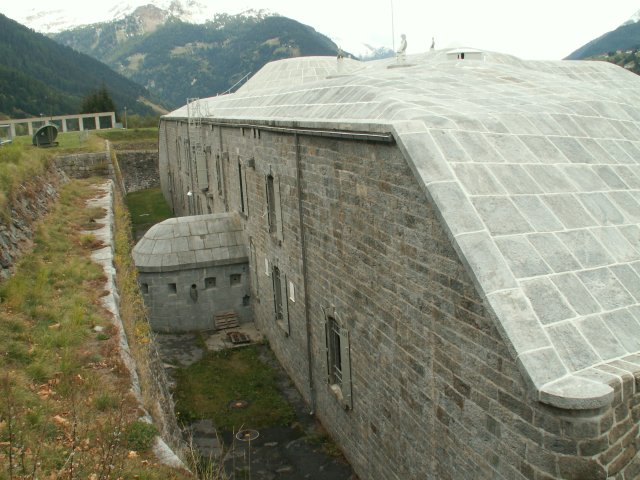
Kehlgraben mit Kehlkoffer. Festungswerk Forte Airolo in Airolo (Schweiz)

In den deutschen Lehr- und Handbüchern über den Bau von Befestigungen des 19. Jahrhunderts unterschied man bei den im Graben stehenden Grabenstreichen häufig zwischen den „Koffern“, die nach oben offen- und den „Kaponièren“, die oben geschlossenen (gedeckt) waren. Im allgemeinen Sprachgebrauch fielen nach 1850/60 die beiden Begriffe jedoch zunehmend zusammen; dies um so mehr, als nach 1815 kaum noch „Koffer“ nach der ursprünglichen Definition neu errichtet wurden. So wurden in der österreichisch-ungarischen Fachliteratur gegen Ende des 19. Jahrhunderts Kaponnieren überwiegend, wenn nicht gar ausschließlich als Koffer bezeichnet.